# رفيف (اسم)
رَفيف اسم علم مؤنث عربي.

## معناه
البريق واللمعان، يُقال: رفيف عينيها أي بريقها